# Saint-Yvi
Saint-Yvi (en bretón Sant-Ivi) es una población y comuna francesa, situada en la región de Bretaña, departamento de Finisterre, en el distrito de Quimper y cantón de Rosporden.

## Demografía
| 1258 | 1242 | 1493 | 2176 | 2386 | 2393 |
| Para los censos de 1962 a 1999 la población legal corresponde a la población sin duplicidades (Fuente: INSEE [Consultar]) |      |      |      |      |      |